# Motomondiale 1965
La stagione 1965 è stata la diciassettesima del Motomondiale; rispetto alla precedente i gran premi aumentarono ancora con l'inserimento del Gran Premio motociclistico di Cecoslovacchia. In totale le prove furono 13 con solo la classe 250 presente in tutte le occasioni.

## Il contesto
Sotto il punto di vista dei punteggi e della classifica finale anche quest'anno non vennero inserite novità.
In 50 il Mondiale andò alla Honda, con una raffinatissima bicilindrica bialbero. La 125, invece, fu dominata della Suzuki, con 10 vittorie su 12 gare. La 250 venne di nuovo vinta dalla Yamaha di Phil Read, mentre la lotta per il mondiale della 350 si risolse all'ultima gara con la vittoria dell'accoppiata Jim Redman-Honda. In 500 ultimo titolo con la MV Agusta per Mike Hailwood, che l'anno seguente passerà alla Honda. Fritz Scheidegger vinse nei sidecar: fu il dodicesimo titolo consecutivo per la BMW tra i tre ruote.
In questo anno con il passaggio alla MV Agusta di Giacomo Agostini inizia il sodalizio più prolifico della storia del motociclismo, anche se con la debuttante MV 3 cilindri a fine stagione si classificherà secondo sia nella classe 350, che in classe 500 alle spalle del compagno di scuderia.

## Il calendario
| Data Resoconto        | Gran Premio (Circuito)                | Vincitori     | Vincitori     | Vincitori         | Vincitori         | Vincitori        | Vincitori                       |
| Data Resoconto        | Gran Premio (Circuito)                | classe 50     | classe 125    | classe 250        | classe 350        | classe 500       | sidecar                         |
| 20 marzo Resoconto    | GP degli Stati Uniti (Daytona)        | Ernst Degner  | Hugh Anderson | Phil Read         |                   | Mike Hailwood    |                                 |
| 24 aprile Resoconto   | GP della Germania Ovest (Nürburgring) | Ralph Bryans  | Hugh Anderson | Phil Read         | Giacomo Agostini  | Mike Hailwood    | Fritz Scheidegger John Robinson |
| 9 maggio Resoconto    | GP di Spagna (Montjuïc)               | Hugh Anderson | Hugh Anderson | Phil Read         |                   |                  | Max Deubel Emil Hörner          |
| 16 maggio Resoconto   | GP di Francia (Rouen)                 | Ralph Bryans  | Hugh Anderson | Phil Read         |                   |                  | Florian Camathias Franz Ducret  |
| 14 giugno Resoconto   | Tourist Trophy (Mountain Circuit)     | Luigi Taveri  | Phil Read     | Jim Redman        | Jim Redman        | Mike Hailwood    | Max Deubel Emil Hörner          |
| 26 giugno Resoconto   | GP d'Olanda (Assen)                   | Ralph Bryans  | Mike Duff     | Phil Read         | Jim Redman        | Mike Hailwood    | Fritz Scheidegger John Robinson |
| 4 luglio Resoconto    | GP del Belgio (Spa)                   | Ernst Degner  |               | Jim Redman        |                   | Mike Hailwood    | Fritz Scheidegger John Robinson |
| 17 luglio Resoconto   | GP della Germania Est (Sachsenring)   |               | Frank Perris  | Jim Redman        | Jim Redman        | Mike Hailwood    |                                 |
| 25 luglio Resoconto   | GP di Cecoslovacchia (Brno)           |               | Frank Perris  | Phil Read         | Jim Redman        | Mike Hailwood    |                                 |
| 7 agosto Resoconto    | GP dell'Ulster (Dundrod)              |               | Ernst Degner  | Phil Read         | František Šťastný | Dick Creith      |                                 |
| 22 agosto Resoconto   | GP di Finlandia (Imatra)              |               | Hugh Anderson | Mike Duff         | Giacomo Agostini  | Giacomo Agostini |                                 |
| 5 settembre Resoconto | GP delle Nazioni (Monza)              |               | Hugh Anderson | Tarquinio Provini | Giacomo Agostini  | Mike Hailwood    | Fritz Scheidegger John Robinson |
| 23 ottobre Resoconto  | GP del Giappone (Suzuka)              | Luigi Taveri  | Hugh Anderson | Mike Hailwood     | Mike Hailwood     |                  |                                 |

## Sistema di punteggio e legenda
| Pos.  | 1 | 2 | 3 | 4 | 5 | 6 | 7> |
| ----- | - | - | - | - | - | - | -- |
| Punti | 8 | 6 | 4 | 3 | 2 | 1 | 0  |

## Le classi

### Classe 500

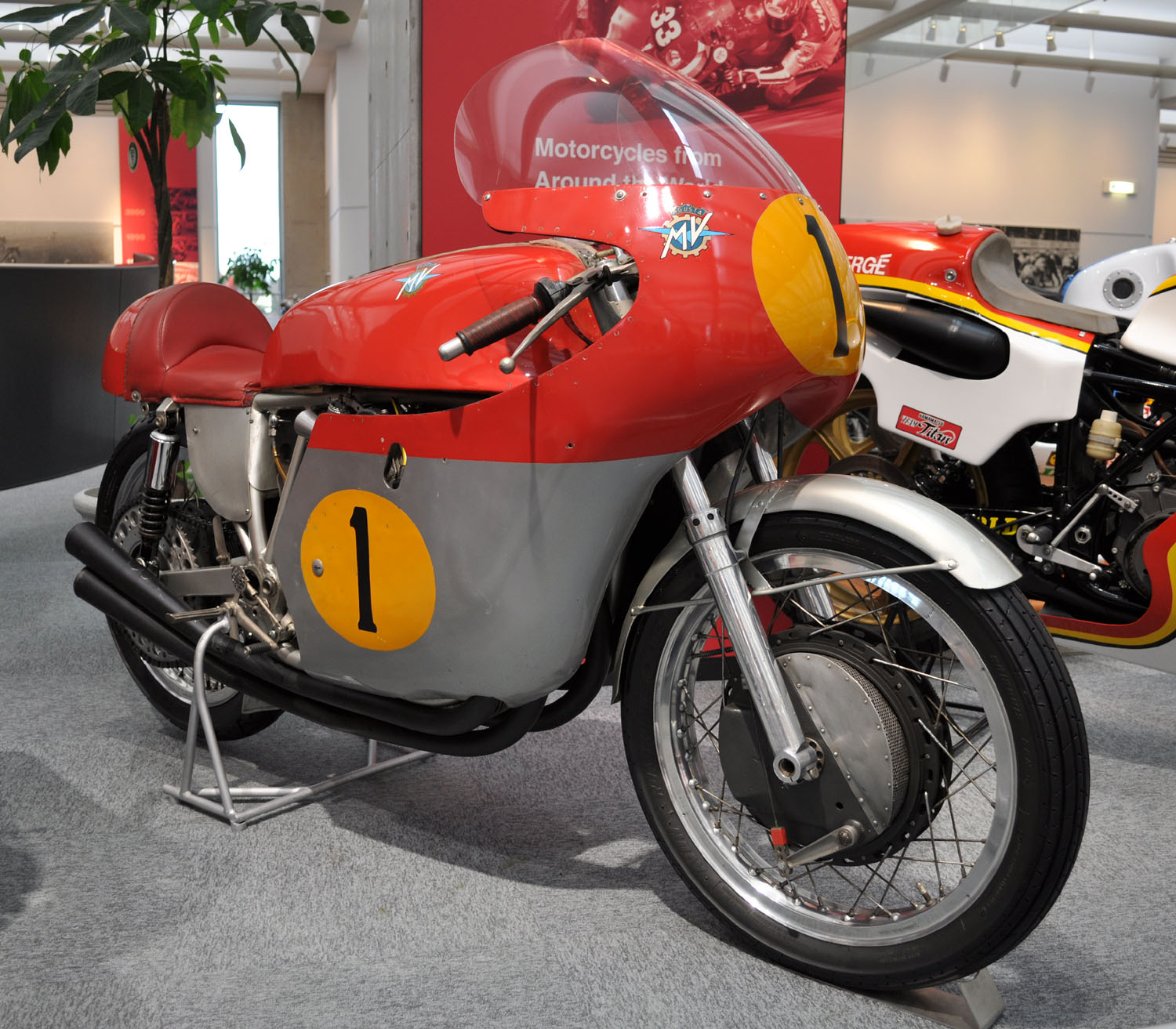
La MV Agusta di Hailwood.

Dopo un inizio di stagione con il Gran Premio motociclistico degli USA, vinto da Mike Hailwood ma in cui gareggiarono soprattutto piloti locali vista l'assenza della maggior parte dei piloti europei, il campionato non presentò particolari differenze rispetto ai precedenti con Hailwood che sulla sua MV Agusta ottenne la vittoria in tutti i gran premi a cui prese parte (curiosamente non partecipò ai GP dell'Ulster e a quello di Finlandia, esattamente come l'anno precedente, anche se per motivi diversi). Il titolo gli venne assegnato con largo anticipo e precedette in classifica Giacomo Agostini, suo compagno di squadra, e Paddy Driver alla guida di una Matchless.
Anche la classifica costruttori non vide storia con la MV Agusta che ottenne 9 vittorie sulle 10 prove disputate.

Classifica piloti (prime 5 posizioni)
| Pos. | Pilota           | Moto      |     |     |    |    |     |   |   |   |   |   |   |   |    | P.ti    |
| ---- | ---------------- | --------- | --- | --- | -- | -- | --- | - | - | - | - | - | - | - | -- | ------- |
| 1    | Mike Hailwood    | MV Agusta | 1   | 1   | NE | NE | 1   | 1 | 1 | 1 | 1 |   |   | 1 | NE | 48 (64) |
| 2    | Giacomo Agostini | MV Agusta |     | 2   | NE | NE | Rit | 2 | 2 | 2 | 2 |   | 1 | 2 | NE | 38 (44) |
| 3    | Paddy Driver     | Matchless | Rit | Rit | NE | NE | Rit | 3 | 4 | 3 | 4 | 2 | 2 |   | NE | 26      |
| 4    | Fred Stevens     | Matchless |     |     | NE | NE |     |   | 5 | 5 | 5 | 5 | 3 | 4 | NE | 15      |
| 5    | Jack Ahearn      | Norton    |     | Rit | NE | NE | 9   | 5 | 9 | 4 | 3 |   |   |   | NE | 9       |
| Pos. | Pilota           | Moto      |     |     |    |    |     |   |   |   |   |   |   |   |    | P.ti    |

| Legenda                                                                        | 1º posto        | 2º posto        | 3º posto | A punti      | Senza punti        | Grassetto=Pole position Corsivo=Giro più veloce |
| Legenda                                                                        | Gara non valida | Non qualificato | Ritirato | Squalificato | "-" Dato non disp. | Grassetto=Pole position Corsivo=Giro più veloce |
| Fonte dei dati: motogp.com, racingmemo.free.fr, autosport.com, jumpingjack.nl. |                 |                 |          |              |                    |                                                 |

### Classe 350
Con la vittoria del titolo piloti, Jim Redman arrivò al quarto iride consecutivo in 350, ottenendo la vittoria in 4 dei 9 gran premi disputati.
Dopo la Honda del pilota rhodesiano, in classifica si piazzarono le due MV Agusta ufficiali di Giacomo Agostini e di Mike Hailwood.
Classifica piloti (prime 5 posizioni)
| Pos. | Pilota            | Moto      |    |     |    |    |     |   |    |     |     |     |   |     |   | P.ti    |
| ---- | ----------------- | --------- | -- | --- | -- | -- | --- | - | -- | --- | --- | --- | - | --- | - | ------- |
| 1    | Jim Redman        | Honda     | NE | Rit | NE | NE | 1   | 1 | NE | 1   | 1   | Rit |   |     | 2 | 38      |
| 2    | Giacomo Agostini  | MV Agusta | NE | 1   | NE | NE | 3   | 3 | NE | Rit | Rit |     | 1 | 1   | 5 | 32 (34) |
| 3    | Mike Hailwood     | MV Agusta | NE | 2   | NE | NE | Rit | 2 | NE | -   | Rit |     |   | Rit | 1 | 20      |
| 4    | Bruce Beale       | Honda     | NE | -   | NE | NE | 4   | - | NE | -   | -   | 2   | 2 | Rit | - | 15      |
| 5    | František Šťastný | Jawa      | NE | -   | NE | NE | Rit | - | NE | 4   | -   | 1   | - | 4   | - | 14      |
| Pos. | Pilota            | Moto      |    |     |    |    |     |   |    |     |     |     |   |     |   | P.ti    |

| Legenda                                                                        | 1º posto        | 2º posto        | 3º posto | A punti      | Senza punti        | Grassetto=Pole position Corsivo=Giro più veloce |
| Legenda                                                                        | Gara non valida | Non qualificato | Ritirato | Squalificato | "-" Dato non disp. | Grassetto=Pole position Corsivo=Giro più veloce |
| Fonte dei dati: motogp.com, racingmemo.free.fr, autosport.com, jumpingjack.nl. |                 |                 |          |              |                    |                                                 |

### Classe 250
Anche in questa classe si ripeté il risultato finale dell'anno precedente con Phil Read, in sella alla Yamaha, vincitore del titolo iridato piloti; in questo caso precedette in classifica il compagno di squadra Mike Duff e il vicecampione del 1964 (nonché vincitore nelle annate precedenti e nella 350) Jim Redman su Honda
Classifica piloti (prime 5 posizioni)
| Pos. | Pilota        | Moto   |   |   |     |     |     |   |   |   |   |    |   |     |   | P.ti    |
| ---- | ------------- | ------ | - | - | --- | --- | --- | - | - | - | - | -- | - | --- | - | ------- |
| 1    | Phil Read     | Yamaha | 1 | 1 | 1   | 1   | Rit | 1 | 2 | 2 | 1 | 1  |   | 7   | - | 56 (68) |
| 2    | Mike Duff     | Yamaha | 2 | 2 | 3   | -   | 2   | 3 | 3 | - | 2 | 2  | 1 | Rit |   | 42 (50) |
| 3    | Jim Redman    | Honda  |   |   |     | Rit | 1   | 2 | 1 | 1 | 3 | NP |   |     |   | 34      |
| 4    | Heinz Rosner  | MZ     | - | - | Rit | -   | Rit | - | - | 6 | 5 | 4  | 2 | 2   | - | 18      |
| 5    | Derek Woodman | MZ     | - | - | 4   | -   | Rit | 6 | - | 3 | 4 | 3  | - | Rit | - | 15      |
| Pos. | Pilota        | Moto   |   |   |     |     |     |   |   |   |   |    |   |     |   | P.ti    |

| Legenda                                                                        | 1º posto        | 2º posto        | 3º posto | A punti      | Senza punti        | Grassetto=Pole position Corsivo=Giro più veloce |
| Legenda                                                                        | Gara non valida | Non qualificato | Ritirato | Squalificato | "-" Dato non disp. | Grassetto=Pole position Corsivo=Giro più veloce |
| Fonte dei dati: motogp.com, racingmemo.free.fr, autosport.com, jumpingjack.nl. |                 |                 |          |              |                    |                                                 |

### Classe 125
Nell'ottavo di litro vi fu il ritorno alla vittoria della Suzuki, con Hugh Anderson nuovamente in prima posizione due anni dopo il titolo precedente e vittorioso in 7 occasioni su 11.
Alle sue spalle si piazzarono Frank Perris sempre su Suzuki e Derek Woodman su MZ mentre il vincitore dell'anno precedente, Luigi Taveri su Honda, si dovette accontentare della quinta posizione.
In occasione dell'ultima prova della stagione, il Gran Premio motociclistico del Giappone, si vide anche la presenza di una nuova casa motociclistica giapponese, la Kawasaki.

Classifica piloti (prime 5 posizioni)
| Pos. | Pilota        | Moto   |   |     |     |     |     |   |    |   |     |     |     |     |   | P.ti    |
| ---- | ------------- | ------ | - | --- | --- | --- | --- | - | -- | - | --- | --- | --- | --- | - | ------- |
| 1    | Hugh Anderson | Suzuki | 1 | 1   | 1   | 1   | 5   | 3 | NE |   | Rit | Rit | 1   | 1   | 1 | 56 (62) |
| 2    | Frank Perris  | Suzuki | 3 | 2   | 2   | 3   | Rit | - | NE | 1 | 1   | Rit | 2   | 2   | 7 | 44 (48) |
| 3    | Derek Woodman | MZ     | - | 5   | 3   | 4   | 4   | - | NE | 3 | 2   | 3   | Rit | 3   | - | 28 (30) |
| 4    | Ernst Degner  | Suzuki | 2 | 4   | Rit | 2   | 8   | - | NE |   |     | 1   | -   | Rit |   | 23      |
| 5    | Luigi Taveri  | Honda  |   | Rit | Rit | Rit | 2   | 5 | NE |   |     | -   | -   | -   | 2 | 14      |
| Pos. | Pilota        | Moto   |   |     |     |     |     |   |    |   |     |     |     |     |   | P.ti    |

| Legenda                                                                        | 1º posto        | 2º posto        | 3º posto | A punti      | Senza punti        | Grassetto=Pole position Corsivo=Giro più veloce |
| Legenda                                                                        | Gara non valida | Non qualificato | Ritirato | Squalificato | "-" Dato non disp. | Grassetto=Pole position Corsivo=Giro più veloce |
| Fonte dei dati: motogp.com, racingmemo.free.fr, autosport.com, jumpingjack.nl. |                 |                 |          |              |                    |                                                 |

### Classe 50

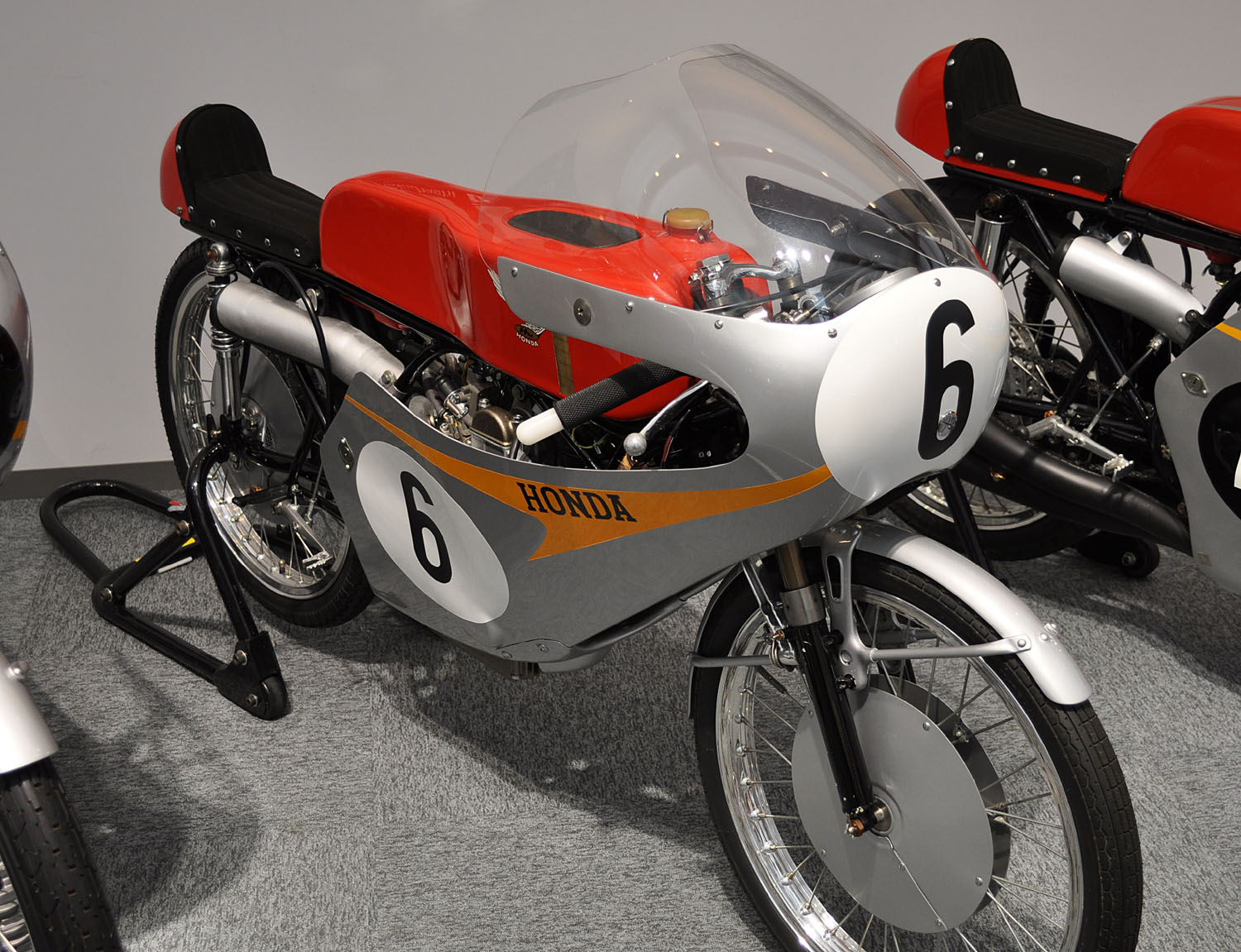
La Honda RC115.

Nella classe di minor cilindrata le prime due posizioni furono occupate da piloti Honda con Ralph Bryans che precedette Luigi Taveri, questo nonostante la scelta della casa giapponese di non prendere il via nella prima prova stagionale, il Gran Premio motociclistico degli USA. Al terzo posto e con gli stessi punti di chi lo precedeva, giunse il vincitore della classe 125 Anderson, precedendo a sua volta il compagno di squadra Ernst Degner; quest'ultimo non poté competere sino alla fine poiché rimase coinvolto in un grave incidente durante il Gran Premio motociclistico delle Nazioni in classe 125, cosa che gli impedì di prendere la partenza in Giappone.
La stagione si svolse peraltro su un numero piuttosto ridotto di prove essendo al via solo nei primi sette gran premi e nell'ultimo, il Gran Premio motociclistico del Giappone. Le vittorie parziali furono 5 per i piloti Honda e 3 per quelli equipaggiati Suzuki.

Classifica piloti (prime 5 posizioni)
| Pos. | Pilota        | Moto   |   |   |     |   |     |   |   |    |    |    |    |    |   | P.ti    |
| ---- | ------------- | ------ | - | - | --- | - | --- | - | - | -- | -- | -- | -- | -- | - | ------- |
| 1    | Ralph Bryans  | Honda  |   | 1 | 2   | 1 | Rit | 1 | 5 | NE | NE | NE | NE | NE | 2 | 36 (38) |
| 2    | Luigi Taveri  | Honda  |   | 2 | 4   | 2 | 1   | 3 | 3 | NE | NE | NE | NE | NE | 1 | 32 (39) |
| 3    | Hugh Anderson | Suzuki | 2 | 3 | 1   | 6 | 2   | 2 | 2 | NE | NE | NE | NE | NE | - | 32 (37) |
| 4    | Ernst Degner  | Suzuki | 1 | - | Rit | 3 | 3   | 5 | 1 | NE | NE | NE | NE | NE |   | 26      |
| 5    | Mitsuo Itoh   | Suzuki | - | 4 | 7   | 4 | Rit | 4 | 4 | NE | NE | NE | NE | NE | 3 | 16      |
| Pos. | Pilota        | Moto   |   |   |     |   |     |   |   |    |    |    |    |    |   | P.ti    |

| Legenda                                                                        | 1º posto        | 2º posto        | 3º posto | A punti      | Senza punti        | Grassetto=Pole position Corsivo=Giro più veloce |
| Legenda                                                                        | Gara non valida | Non qualificato | Ritirato | Squalificato | "-" Dato non disp. | Grassetto=Pole position Corsivo=Giro più veloce |
| Fonte dei dati: motogp.com, racingmemo.free.fr, autosport.com, jumpingjack.nl. |                 |                 |          |              |                    |                                                 |

### Classe sidecar
Per quanto riguarda le motocarrozzette, un'altra volta ancora, la stagione fu più breve di quella delle altre categorie e si svolse interamente in Europa; il pluriiridato degli anni precedente Max Deubel lasciò in questo caso la prima posizione all'accoppiata svizzero/britannica Fritz Scheidegger/John Robinson.
Come già gli anni precedenti, tutti gli equipaggi nelle prime posizioni erano dotati di veicoli BMW. Da registrare anche che, in una gara fuori calendario iridato disputatasi in ottobre, perse la vita Florian Camathias, pilota svizzero vincitore in carriera di 8 gran premi della categoria e per vari anni, compreso questo chiuso in 4ª posizione, ai primi posti delle classifiche.
Classifica equipaggi (prime 5 posizioni)
| Pos. | Pilota                                    | Moto |    |   |     |   |     |     |   |    |    |    |    |     |    | P.ti    |
| ---- | ----------------------------------------- | ---- | -- | - | --- | - | --- | --- | - | -- | -- | -- | -- | --- | -- | ------- |
| 1    | Fritz Scheidegger/John Robinson           | BMW  | NE | 1 | 2   | 2 | 2   | 1   | 1 | NE | NE | NE | NE | 1   | NE | 32 (50) |
| 2    | Max Deubel/Emil Hörner                    | BMW  | NE | - | 1   | 3 | 1   | Rit | 2 | NE | NE | NE | NE | -   | NE | 26      |
| 3    | Georg Auerbacher/Peter Rykers-Eduard Dein | BMW  | NE | - | 5   | 4 | 3   | -   | - | NE | NE | NE | NE | 2   | NE | 15      |
| 4    | Florian Camathias/Franz Ducret            | BMW  | NE | - | Rit | 1 | Rit | Rit | 5 | NE | NE | NE | NE | Rit | NE | 10      |
| 5    | Arsenius Butscher/Wolfgang Kalauch        | BMW  | NE | 3 | 3   | - | 10  | 8   | - | NE | NE | NE | NE | 6   | NE | 9       |
| Pos. | Pilota                                    | Moto |    |   |     |   |     |     |   |    |    |    |    |     |    | P.ti    |

| Legenda                                                                        | 1º posto        | 2º posto        | 3º posto | A punti      | Senza punti        | Grassetto=Pole position Corsivo=Giro più veloce |
| Legenda                                                                        | Gara non valida | Non qualificato | Ritirato | Squalificato | "-" Dato non disp. | Grassetto=Pole position Corsivo=Giro più veloce |
| Fonte dei dati: motogp.com, racingmemo.free.fr, autosport.com, jumpingjack.nl. |                 |                 |          |              |                    |                                                 |